# Eisenbahnunfall von München-Allach
Der Eisenbahnunfall von München-Allach ereignete sich am 7. März 1975 an der Bahnstrecke München–Treuchtlingen. Aufgrund offener Schranken stieß ein Personenzug mit einem Omnibus zusammen. Zwölf Menschen starben, fünf weitere wurden verletzt.

## Ausgangslage
Der Bahnübergang an der Krauss-Maffei-Straße in München-Allach erstreckte sich über fast 50 Meter, da er acht Gleise umfasste: Gleise für die S-Bahn, die Fernbahn sowie weitere Rangier- und Abstellgleise. Gesichert war der Übergang damals durch einen Schrankenwärter, dessen Wärtergebäude als „Posten 5“ bezeichnet war. Aufgrund des starken Zugverkehrs waren alle Wärterposten in diesem Bereich mit einer Anrückmeldeanlage ausgerüstet. Die auf den Bahnübergang zulaufenden Gleise waren auf einem Tableau im Wärterhaus schematisch dargestellt und mit Lämpchen versehen. Näherte sich ein Zug dem Übergang, begann das entsprechende Lämpchen des Gleises im Tableau rot zu leuchten und gleichzeitig klingelte ein Wecker so lange, bis der Schrankenwärter ihn abstellte. War der Zug durchgefahren, wechselte das Lämpchen wieder auf weißes Licht. Lediglich im ersten Feld des vierten Abschnitts aus Richtung München gab es wegen mehrerer im Fahrweg liegender Weichen keine Rotausleuchtung, was kein Defekt, sondern konstruktionsbedingt war. Somit wurde ein auf diesem Gleis fahrender Zug erst angezeigt, wenn er schon dicht vor dem Bahnübergang war.
Zusätzlich wurden die Züge, wie im Schrankendienst allgemein üblich, über Fernsprecher angekündigt. Der Schrankenwärter hatte sich dann zu melden und dem Fahrdienstleiter zu bestätigen, dass er über die Ankunft des Zuges informiert wurde. Ferner musste der Zug mit Nummer und voraussichtlicher Durchfahrtszeit in eine Liste eingetragen werden. Bei Ankündigung mehrerer Züge war eine Kappe mit der Aufschrift „Achtung: Zwei Züge“ auf den Öffnungsknopf der Schranke zu stecken. Schwachpunkt der Anlage war, dass die Schranken nicht signalabhängig waren, also die Signale auch dann auf Fahrt gestellt werden konnten, wenn die Schranken nicht korrekt geschlossen waren. Gleichwohl hatte es hier seit Kriegsende keinen Unfall mehr gegeben.
Der als Schrankenwärter an dieser Stelle seit Januar 1975 eingesetzte damals 35-jährige Bundesbahnbetriebsoberaufseher hatte gesundheitliche Probleme. In den Jahren zuvor hatte er als Rangierer und als Kleinlokführer durch Unachtsamkeit mehrere kleine Schäden verursacht und wies außerdem einen hohen Krankenstand auf. Der betriebsärztliche Dienst der Deutschen Bundesbahn hatte dringend eine Verwendung an einer weniger gefährlichen Stelle empfohlen. Er hätte an dieser Stelle also gar nicht eingesetzt werden dürfen.

## Unfallhergang
Am Morgen des 7. März 1975 erhielt der Schrankenwärter um 7.07 Uhr die Meldung einer S-Bahn aus Richtung Dachau und schloss die Schranken. Anschließend empfing er die Meldung, dass aus Richtung München ein Personenzug kam. Er vergaß die Kappe „Zwei Züge“ aufzusetzen und nach Durchfahrt der S-Bahn den noch kommenden Personenzug. So öffnete er die Schranken. Der Fahrdienstleiter des nahen Stellwerks sah dies und brüllte in die Zugmeldeanlage „Posten 5, Posten 5, was machst du? Mach zu, mach zu, der Personenzug kommt!“ Doch es war zu spät, ein Bus der Linie 78 befand sich bereits auf dem Bahnübergang.
Der aus Richtung München kommende Nahpersonenzug N 4208 bestand aus einer geschobenen Garnitur. Die Elektrolokomotive befand sich am Schluss, davor eine Reihe von Silberlingen und an der Spitze ein Wendezug-Steuerwagen älterer Bauart mit eckiger Front (Typ BDnf 738). Der Lokomotivführer erkannte die Gefahr erst unmittelbar vor dem Übergang und konnte trotz Schnellbremsung den Aufprall nicht mehr verhindern. Mit 111 km/h erfasste er den Bus, der etwa 450 Meter mitgeschleift und völlig zerfetzt wurde. Von den 14 Businsassen überlebten nur zwei schwer verletzt, weil sie herausgeschleudert wurden. Vom Zug entgleisten drei Wagen, rissen ein Signal und zwei Fahrleitungsmasten um, blieben aber aufrecht stehen. Durch den folgenden Kurzschluss fiel in dem Bereich der Bahnstrom aus. Im Zug wurden drei Personen leicht verletzt.

## Folgen
Nach dem Unfall wurde die Signalabhängigkeit der Schranken hergestellt, die ein Öffnen der Schranke bei „Fahrt frei“ zeigendem Signal ebenso ausschließt wie eine Fahrtfreigabe bei noch geöffneter Schranke.
Das Strafverfahren gegen den Schrankenwärter wurde wegen geringer Schuld eingestellt. Wie sich herausstellte, hatte der Beamte selbst um einen Einsatz in einer weniger gefahrengeneigten Verwendung gebeten, z. B. in der Gepäckabfertigung. Durch verschiedene Versäumnisse wurde dies und die betriebsärztliche Empfehlung aber nicht berücksichtigt. Dafür wurden drei leitende Bundesbahnbeamte zu Bewährungsstrafen von je 8 Monaten wegen fahrlässiger Tötung und fahrlässiger Körperverletzung verurteilt.
Der Schrankenwärter wurde nach dem Unfall zum Fahrkartenschalter des Münchner Hauptbahnhofs versetzt. Später schied er aus dem Bahndienst aus.
Der niveaugleiche Bahnübergang existiert heute nicht mehr.